# المعاقب: منطقة حرب
المعاقب: منطقة حرب (بالإنجليزية: Punisher: War Zone)‏ هو فيلم حركة تم إنتاجه في الولايات المتحدة وكندا وألمانيا وصدر سنة 2008 بطولة راي ستيفنسون ودومينيك واست.

## القصة
بعد مطاردة وقتل مئات الخارجين عن القانون، يظل «المعاقب» طوال الوقت يبحث عن المجرم الذي يدعى (اللغز) حيث هو خصمه الأكثر فتكا .

## الميزانية والإيرادات
كلف الفيلم 35 مليون دولار وحقق قرابة 10.1 مليون دولار.

## وصلات خارجية
- المعاقب: منطقة حرب على موقع IMDb (الإنجليزية)
- المعاقب: منطقة حرب على موقع ميتاكريتيك (الإنجليزية)
- المعاقب: منطقة حرب على موقع روتن توميتوز (الإنجليزية)
- المعاقب: منطقة حرب على موقع نتفليكس (الإنجليزية)
- المعاقب: منطقة حرب على موقع قاعدة بيانات الأفلام العربية
- المعاقب: منطقة حرب على موقع ألو سيني (الفرنسية)
- المعاقب: منطقة حرب على موقع Turner Classic Movies (الإنجليزية)
- المعاقب: منطقة حرب على موقع أول موفي (الإنجليزية)
- المعاقب: منطقة حرب على موقع بوكس أوفيس موجو (الإنجليزية)
- المعاقب: منطقة حرب على موقع فيلمافينيتي (الإسبانية)